# 社会主义替代 (奥地利)
社会主义替代（德語：Sozialistische Alternative，缩写为SOAL）是奥地利的一个托洛茨基主义组织。该组织成立于1986年，前身是1972年成立的革命马克思主义者团体。该组织主要在维也纳和格拉茨活动。该组织是第四国际的支部。